# Finale UEFA Women's Champions League 2023
De UEFA Women's Champions Leaguefinale van het seizoen 2022/23 was de 22ste eindstrijd van het primaire toernooi van het Europees clubvoetbal voor vrouwen en de 14de sinds de naamsverandering. De voetbalwedstrijd werd op zaterdag 3 juni 2023 gespeeld tussen het Spaanse FC Barcelona en het Duitse VfL Wolfsburg in het Philips Stadion te Eindhoven met Cheryl Foster als scheidsrechter. FC Barcelona draaide een 0–2 achterstand na de rust om tot een 3–2 overwinning, won voor een tweede keer het toernooi, nam de titel over van Olympique Lyonnais en kwalificeerde zich voor de groepsfase van de UEFA Women's Champions League 2023/24.

## Organisatie

### Stadion
De UEFA wees het Philips Stadion te Eindhoven in maart 2020 aan als stadion om de UEFA Women's Champions Leaguefinale van 2023 in te laten spelen. Dat stadion werd in 1910 geopend en sinds 1916 bespeeld door PSV. Het biedt plaats aan 35.000 toeschouwers. Nooit eerder werd de finale van de UEFA Women's Champions Leaguefinale in Nederland gespeeld. In het Philips Stadion werden eerder de UEFA Cupfinale van 2006 en drie wedstrijden op het EK 2000 gespeeld. Op 16 mei 2023 werd bekend dat deze finale de eerste sinds de naamsverandering van het toernooi is die uitverkocht is. Ook werd de wedstrijd de best bezochte vrouwenvoetbalwedstrijd in Nederland.

### Scheidsrechter
De UEFA maakte op 22 mei 2023 bekend dat de Welshe Cheryl Foster was aangesteld als scheidsrechter voor de finale. Eerder floot zij drie wedstrijden op het EK 2022. In het UEFA Women's Champions Leagueseizoen 2022/23 had zij al drie wedstrijden gefloten, waaronder de terugwedstrijd van de kwartfinale tussen VfL Wolfsburg en Paris Saint-Germain. De Ier Michelle O'Neill en de Nederlander Franca Overtoom aangesteld als haar assistent-scheidsrechters en de Engelse Rebecca Welch als vierde official. De Italiaan Massimiliano Irrati werd aangewezen als videoscheidsrechter en de Engelse Sian Massey-Ellis als zijn assistent.

## Voorgeschiedenis
FC Barcelona stond drie keer eerder in de finale van de UEFA Women's Champions League. Het won in 2021 van Chelsea LFC en verloor in 2019 en 2022 van Olympique Lyonnais. VfL Wolfsburg stond vijf keer eerder in de UEFA Women's Champions Leaguefinale. Het won in 2013 van Olympique Lyonnais en in 2014 van Tyresö FF. Het verloor in 2016, 2018 en 2020 van Olympique Lyonnais.
FC Barcelona en VfL Wolfsburg speelden vijf keer eerder tegen elkaar in de UEFA Women's Champions League. In de kwartfinales in 2014 won VfL Wolfsburg met 3–0 en 0–2, in de halve finales in 2020 won VfL Wolfsburg met 1–0 en in de halve finales in 2022 werd de heenwedstrijd door FC Barcelona met 5–1 gewonnen en werd de terugwedstrijd door VfL Wolfsburg met 2–0 gewonnen.
FC Barcelona won elk van zijn voorgaande drie wedstrijden in de UEFA Women's Champions League in Nederland, waarvan één keer in Eindhoven, met 1–4 van PSV in de zestiende finales in 2020/21. Daarnaast won FC Barcelona in Enschede van FC Twente in de achtste finales in 2016 en 2017. VfL Wolfsburg speelde één eerdere UEFA Women's Champions Leaguewedstrijd in Nederland, die met 0–1 gewonnen werd van FC Twente in Enschede in de achtste finales in 2019/20.

## Weg naar de finale
| Pos | Team           | Wed | Ptn |
| --- | -------------- | --- | --- |
| 1   | FC Barcelona   | 6   | 15  |
| 2   | Bayern München | 6   | 15  |
| 3   | SL Benfica     | 6   | 6   |
| 4   | FC Rosengård   | 6   | 0   |

| Pos | Team            | Wed | Ptn |
| --- | --------------- | --- | --- |
| 1   | VfL Wolfsburg   | 6   | 14  |
| 2   | AS Roma         | 6   | 13  |
| 3   | Sankt Pölten    | 6   | 4   |
| 4   | SK Slavia Praag | 6   | 2   |

### FC Barcelona

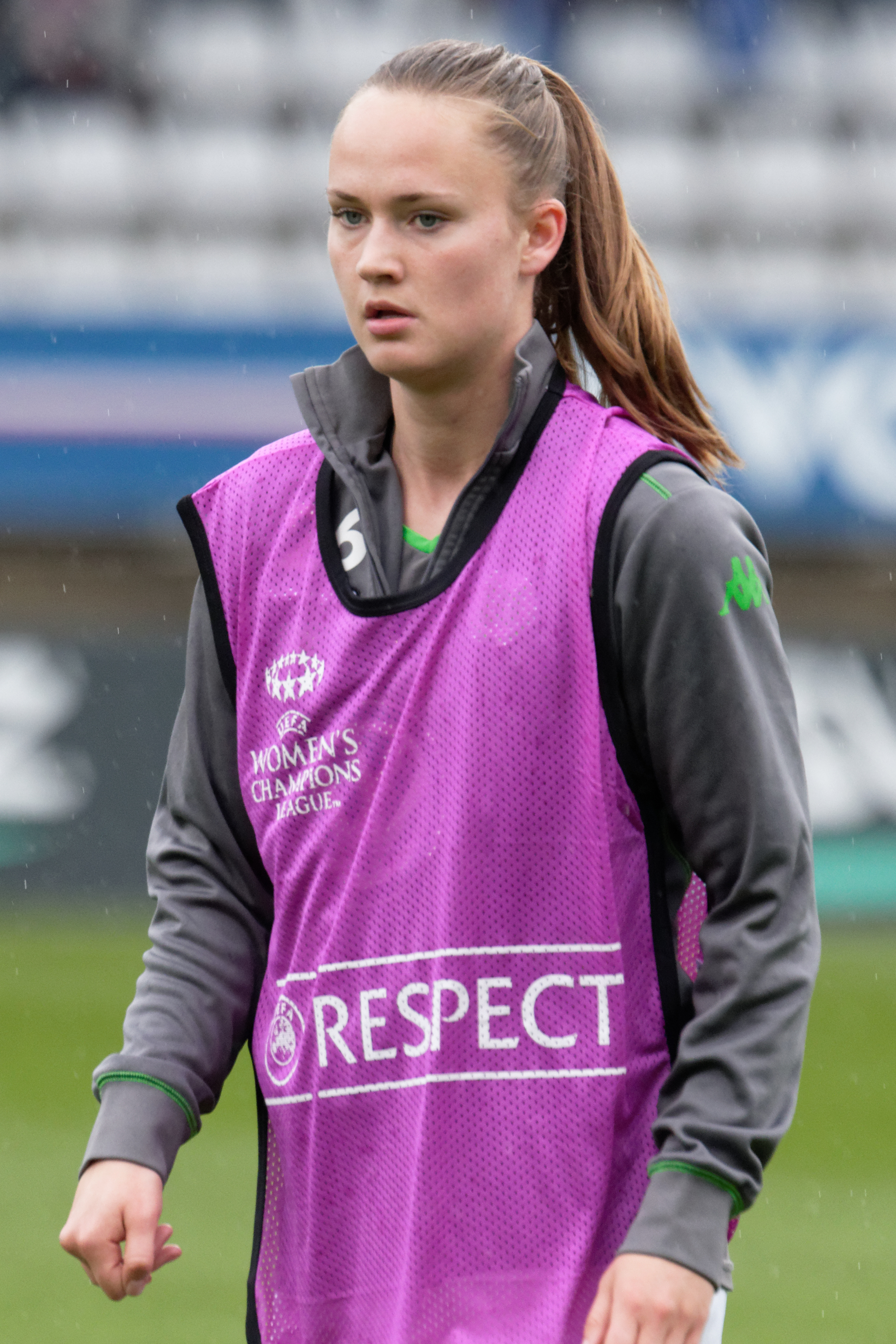
Caroline Graham Hansen maakte beide doelpunten van FC Barcelona in de halve finales.

FC Barcelona kwalificeerde zich voor de groepsfase van de UEFA Women's Champions League als kampioen van de Primera División en werd ingedeeld in een groep met Bayern München, FC Rosengård en SL Benfica. De eerste wedstrijd, in het Estadi Johan Cruyff tegen SL Benfica, leverde FC Barcelona een grote zege op. Binnen een minuut schoot Patricia Guijarro raak en een doelpunt van Aitana Bonmatí en een afstandsschot van Asisat Oshoala zorgden voor een 3–0 ruststand. Doelpunten van Mariona Caldentey, Ana-Maria Crnogorčević, tweemaal Geyse, Clàudia Pina en Oshoala verzorgden een eindstand van 9–0. Op bezoek bij FC Rosengård hielpen doelpunten van Bonmatí FC Barcelona aan een 0–2 voorsprong, maar in de blessuretijd van de eerste helft deed Olivia Holdt wat terug namens de Zweden. In de tweede helft schoot Caldentey FC Barcelona vanaf de middencirkel en uit de rebound naar een 1–4 overwinning. De eerste helft tegen Bayern München in Camp Nou bleef doelpuntloos, maar in de tweede helft kopte Geyse en schoten Bonmatí en Pina raak, waardoor FC Barcelona met 3–0 won. Twee weken later werd FC Barcelona in de Allianz Arena binnen tien minuten op een 2–0 achterstand gezet door Klara Bühl en Lina Magull. Lea Schüller vergrootte in de tweede helft de marge met een kopbal tot drie doelpunten. Geyse profiteerde vijf minuten later van balverlies van Maria Luisa Grohs, maar FC Barcelona's eerste nederlaag van het seizoen was een feit. FC Barcelona herstelde zich uit bij SL Benfica. Bij de start van de eerste helft kopte Irene Paredes raak en aan het eind van de eerste helft scoorde Pina. Binnen een uur kwam FC Barcelona op een 0–4 voorsprong via Bonmatí en Crnogorčević. Jéssica Silva en Cloé Lacasse scoorden vervolgens voor de thuisclub, maar tussendoor maakte Ana Seiça een eigen doelpunt en in de slotfase maakte Caldentey de 2–6. Dankzij deze zege plaatste FC Barcelona zich voor de knock-outfase. In de slotwedstrijd van de groepsfase won FC Barcelona met 6–0 van FC Rosengård, dankzij treffers van tweemaal Oshoala van dichtbij en Mapi León vanuit een vrije trap in de eerste helft en Fridolina Rolfö, Marta Torrejón en Paredes in de tweede helft, waardoor FC Barcelona de groep won.
In de kwartfinales werd FC Barcelona gekoppeld aan AS Roma. In het Olympisch Stadion maakte Salma Paralluelo het enige doelpunt. In de thuiswedstrijd kwam FC Barcelona op een 5–0 voorsprong door rake schoten van Rolfö, Léon, Oshoala en Guijarro en een kopbal van Rolfö. Een doelpunt van Annamaria Serturini voor AS Roma was niet genoeg om FC Barcelona uit te schakelen en dus trof FC Barcelona in de halve finales Chelsea LFC. Op Stamford Bridge werd een rake afstandsschot van Caroline Graham Hansen in de vierde minuut gevolgd door kansen voor beide teams, maar niet door doelpunten. In de terugwedstrijd in Camp Nou werd een nieuw vroeg doelpunt van Graham Hansen afgekeurd om een handsbal, maar in de tweede helft opende zij alsnog de score. Vier minuten later zette Guro Reiten Chelsea LFC weer op gelijke hoogte in de terugwedstrijd, maar de gelijkmaker van het tweeluik volgde niet. Zodoende kwalificeerde FC Barcelona voor zich de finale.

### VfL Wolfsburg

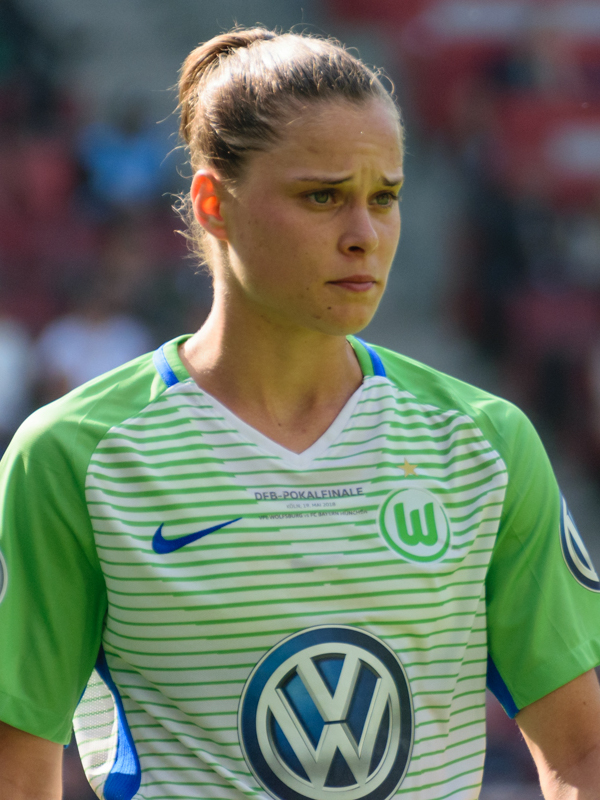
Ewa Pajor scoorde op weg naar de finale acht keer, waarvan zeven keer in de groepsfase.

VfL Wolfsburg kwalificeerde zich voor de groepsfase van de UEFA Women's Champions League als kampioen van de Bundesliga en werd ingedeeld in een groep met Slavia Praag, Sankt Pölten en AS Roma. VfL Wolfsburg opende de campagne met twee treffers van Ewa Pajor in het eerste kwartier met Sankt Pölten op bezoek. In de tweede helft schoot Lena Lattwein uit een rebound de 3–0 binnen en in de slotfase tekende Jill Roord voor de 4–0. Uit bij Slavia Praag won VfL Wolfsburg met 0–2, dankzij doelpunten van Jule Brand in de eerste helft en Pajor in de tweede helft, terwijl VfL Wolfsburg nog veel kansen onbenut liet. Op bezoek bij AS Roma scoorde Valentina Giacinti binnen drie minuten voor de thuisploeg. Pajor trok de stand een half uur later gelijk, maar geen van beide teams vond een winnende treffer. In de thuiswedstrijd kopte Pajor de openingstreffer binnen, waarna Sveindís Jane Jónsdóttir de voorsprong verdubbelde, maar nog in de eerste helft maakte Andressa Alves de aansluitingstreffer van grote afstand. In de tweede helft vergrootten kopballen van Lena Lattwein en Pajor vlak achter elkaar de score tot 4–1. AS Roma deed vervolgens wat terug via Sophie Román Haug, maar kon de wedstrijd niet meer spannend maken. Met de zege plaatste VfL Wolfsburg zich voortijdig voor de knock-outfase. Het thuisduel met Slavia Praag bleef mede door een aantal reddingen van Olivie Lukášová doelpuntloos. VfL Wolfsburg sloot de groepsfase af als groepswinnaar na een doelpuntrijke uitzege tegen Sankt Pölten. In de rust had VfL Wolfsburg een 0–3 voorsprong, dankzij schoten van Lattwein en Marina Hegering van buiten het strafschopgebied en van Svenja Huth uit een rebound. In de tweede helft kwamen daar treffers van Pajor, Tabea Sellner, tweemaal Pia-Sophie Wolter en Pauline Bremer. Mateja Zver en Rita Schumacher.
In de kwartfinales werd VfL Wolfsburg gekoppeld aan Paris Saint-Germain. In het Parc des Princes maakte Dominique Janssen vanaf de penaltystip het enige doelpunt van de wedstrijd. Die strafschop werd toegekend na een handsbal van Élisa De Almeida, die daarvoor haar tweede gele kaart kreeg. In de terugwedstrijd werd een openingsdoelpunt van Kadidiatou Diani na ingrijpen van de videoscheidsrechter in de twaalfde minuut afgekeurd wegens handsbal. Acht minuten later maakte Alexandra Popp aan de andere kant wel het openingsdoelpunt. Weer tien minuten later maakte Diani de gelijkmaker. Later raakte VfL Wolfsburg tweemaal het houtwerk en kon Paris Saint-Germain geen gelijkmaker over twee wedstrijd maken, waardoor VfL Wolfsburg het in de halve finales mocht opnemen tegen Arsenal WFC. In de Volkswagen-Arena hadden Pajor en Jónsdóttir de Duitsers binnen 25 minuten aan een 2–0 voorsprong geholpen. Door een kopbal van Rafaelle Souza en een inglijder van Stina Blackstenius was het tweeluik echter in evenwicht voorafgaand aan de terugwedstrijd. In het Emirates Stadium opende Blackstenius de score, maar Roord bepaalde de ruststand op 1–1. Nadat een tweede doelpunt van Blackstenius door de videoscheidsrechter werd afgekeurd wegens buitenspel, kopte Popp VfL Wolfsburg naar een voorsprong. Een kopbal aan de andere kant van Jen Beattie zorgde voor een verlenging. In die verlenging raakte Katie McCabe de lat en in de slotfase maakte Bremer aan de andere kant het winnende doelpunt, Zodoende plaatste VfL Wolfsburg zich voor de finale.

## Wedstrijd

### Verloop
Binnen een minuut loste Patricia Guijarro het eerste schot op doel, maar Merle Frohms hield dat schot eenvoudig tegen. Twee minuten later profiteerde Ewa Pajor van balverlies van Lucy Bronze door de bal binnen te schieten van buiten het strafschopgebied. Nadat Irene Paredes en Caroline Graham Hansen op jacht naar een gelijkmaker de bal van dichtbij niet op doel konden krijgen, kopte Alexandra Popp aan de andere kant de 0–2 binnen uit een voorzet van Pajor. Vlak voor de rust voorkwam Merle Frohms een aansluitingstreffer van Salma Paralluelo. Binnen vijf minuten na de rust kwam FC Barcelona terug tot een 2–2 tussenstand. Guijarro schoot van afstand in eerste instantie nog in de handen van Frohms, maar vervolgens schoot zij raak na terugleggen van Graham Hansen en kopte zij raak uit een voorzet van Aitana Bonmatí. In de minuten die volgden, dwong Pajor Sandra Paños tweemaal tot een redding. In de zeventigste minuut bracht Fridolina Rolfö FC Barcelona op een 3–2 voorsprong, nadat Lynn Wilms de bal tegen het hoofd van Kathrin Hendrich aanschoot, Mariona Caldentey kapte en de bal passte naar Rolfö, die in een kansrijke positie stond. Zes minuten later werd een doelpoging van Bonmatí gevangen oor Frohms. In de laatste seconden kopte Pauline Bremer uit een hoekschop in de handen van Paños, waarna scheidsrechter Foster floot voor het eindsignaal.

### Details
|                           |                             |               |                   | |
| 3 juni 2023 16:00 (UTC+2) | FC Barcelona                | 3 – 2 (0 – 2) | VfL Wolfsburg     | Stadion: Philips Stadion, Eindhoven Toeschouwers: 33.147 Scheidsrechter: Cheryl Foster Assistenten: Michelle O'Neill Assistenten: Franca Overtoom Vierde official: Rebecca Welch Video-assistent: Massimiliano Irrati AVAR: Sian Massey-Ellis Speler van de wedstrijd: Patricia Guijarro |
| 3 juni 2023 16:00 (UTC+2) | Guijarro 48', 50' Rolfö 70' | Verslag       | 3' Pajor 37' Popp | Stadion: Philips Stadion, Eindhoven Toeschouwers: 33.147 Scheidsrechter: Cheryl Foster Assistenten: Michelle O'Neill Assistenten: Franca Overtoom Vierde official: Rebecca Welch Video-assistent: Massimiliano Irrati AVAR: Sian Massey-Ellis Speler van de wedstrijd: Patricia Guijarro |
| 3 juni 2023 16:00 (UTC+2) |                             |               |                   | Stadion: Philips Stadion, Eindhoven Toeschouwers: 33.147 Scheidsrechter: Cheryl Foster Assistenten: Michelle O'Neill Assistenten: Franca Overtoom Vierde official: Rebecca Welch Video-assistent: Massimiliano Irrati AVAR: Sian Massey-Ellis Speler van de wedstrijd: Patricia Guijarro |
| 3 juni 2023 16:00 (UTC+2) |                             |               |                   | Stadion: Philips Stadion, Eindhoven Toeschouwers: 33.147 Scheidsrechter: Cheryl Foster Assistenten: Michelle O'Neill Assistenten: Franca Overtoom Vierde official: Rebecca Welch Video-assistent: Massimiliano Irrati AVAR: Sian Massey-Ellis Speler van de wedstrijd: Patricia Guijarro |
|                           |                             |               |                   | |

| FC Barcelona | VfL Wolfsburg |

| DM               | 01 | Sandra Paños           |         |
| RA               | 15 | Lucy Bronze            |         |
| CV               | 02 | Irene Paredes          | 90+4'   |
| CV               | 04 | Mapi León              |         |
| LA               | 16 | Fridolina Rolfö        |         |
| CM               | 14 | Aitana Bonmatí         | 33' 90' |
| CM               | 21 | Keira Walsh            | 90'     |
| CM               | 12 | Patricia Guijarro      |         |
| RB               | 10 | Caroline Graham Hansen | 79'     |
| SP               | 17 | Salma Paralluelo       | 70'     |
| LB               | 09 | Mariona Caldentey      | 79'     |
| Wisselspelers:   |    |                        |         |
| DM               | 13 | Cata Coll              |         |
| VD               | 03 | Laia Codina            |         |
| VD               | 05 | Jana Fernández         |         |
| VD               | 08 | Marta Torrejón         |         |
| VD               | 22 | Nuria Rábano           |         |
| MV               | 11 | Alèxia Putellas        | 90'     |
| MV               | 23 | Ingrid Syrstad Engen   | 90'     |
| MV               | 30 | Vicky López            |         |
| AV               | 06 | Clàudia Pina           | 79'     |
| AV               | 07 | Ana-Maria Crnogorčević | 79'     |
| AV               | 18 | Geyse                  | 70'     |
| AV               | 19 | Bruna Vilamala         |         |
| Coach:           |    |                        |         |
| Jonatan Giráldez |    |                        |         |

| DM             | 01 | Merle Frohms             |       |
| RA             | 02 | Lynn Wilms               | 84'   |
| CV             | 04 | Kathrin Hendrich         | 21'   |
| CV             | 06 | Dominique Janssen        |       |
| LA             | 13 | Felicitas Rauch          |       |
| CM             | 05 | Lena Oberdorf            |       |
| CM             | 14 | Jill Roord               | 71'   |
| AM             | 10 | Svenja Huth              |       |
| RB             | 23 | Sveindís Jane Jónsdóttir | 77'   |
| SP             | 09 | Ewa Pajor                | 84'   |
| LB             | 11 | Alexandra Popp           | 90+4' |
| Wisselspelers: |    |                          |       |
| DM             | 30 | Lisa Weiß                |       |
| DM             | 77 | Katarzyna Kiedrzynek     |       |
| VD             | 03 | Sara Agrež               |       |
| VD             | 17 | Kristin Demann           |       |
| VD             | 24 | Joelle Wedemeyer         |       |
| VD             | 29 | Jule Brand               |       |
| VD             | 31 | Marina Hegering          | 84'   |
| MV             | 07 | Pauline Bremer           | 84'   |
| MV             | 08 | Lena Lattwein            | 71'   |
| MV             | 20 | Pia-Sophie Wolter        |       |
| AV             | 21 | Rebecka Blomqvist        |       |
| AV             | 28 | Tabea Sellner            |       |
| Coach:         |    |                          |       |
| Tommy Stroot   |    |                          |       |

### Statistieken
|                        | FC Barcelona | VfL Wolfsburg |
| ---------------------- | ------------ | ------------- |
| Doelpunten             | 3            | 2             |
| Gele kaarten           | 2            | 3             |
| Rode kaarten           | 0            | 0             |
| Wissels                | 5            | 3             |
| Schoten op doel        | 7            | 6             |
| Schoten naast doel     | 10           | 1             |
| Overtredingen          | 7            | 13            |
| Hoekschoppen           | 5            | 1             |
| Buitenspel             | 2            | 1             |
| Geslaagde passes       | 503          | 231           |
| Passnauwkeurigheid (%) | 84           | 73            |
| Balbezit (%)           | 61           | 39            |
| Gelopen kilometers     | 112,1        | 114,8         |

## Nasleep
FC Barcelona werd na de eerdere eindzege in 2021 door de overwinning de zesde club die de UEFA Women's Champions League meerdere keren won, na Olympique Lyonnais, Eintracht Frankfurt, Umeå IK, VfL Wolfsburg en Turbine Potsdam. VfL Wolfsburg werd, na de eerdere verloren finales van 2016, 2018 en 2020, de eerste club die vier keer de finale verloor in de UEFA Women's Champions League. FC Barcelona werd het tweede team ooit dat een UEFA Women's Champions Leaguefinale won waarin het met twee doelpunten achter stond, nadat VfL Wolfsburg dat eerder deed in 2014. Popp werd na Ada Hegerberg de tweede speler die scoorde in vier verschillende finales van de UEFA Women's Champions League, nadat zij eerder had gescoord in de finales van 2014, 2016 en 2020.